# Rodolfo Pizarro
Rodolfo Gilbert Pizarro Thomas (Tampico, 15 de fevereiro de 1994) é um futebolista profissional mexicano que atua como meia, atualmente defende o Mazatlán.

## Carreira
Rodolfo Pizarro fez parte do elenco da Seleção Mexicana de Futebol nas Olimpíadas de 2016.

## Títulos
Pachuca
- Liga MX: Clausura 2016

Guadalajara
- Liga MX: Clausura 2017
- Copa México: Clausura 2017
- Liga dos Campeões da CONCACAF: 2018

Monterrey
- Liga MX: Apertura 2019
- Liga dos Campeões da CONCACAF: 2019

Seleção Mexicana Sub-23
- Torneio Pré-Olímpico da CONCACAF Sub-23: 2015

Seleção Mexicana
- Copa Ouro da CONCACAF: 2019